# Transformada discreta de seno

Existem versões diferentes da transformada discreta de seno.

Em matemática, a transformada discreta de seno (DST, do inglês Discrete Sine Transform) é a versão da transformada de seno para um domínio discreto. Na verdade, podem-se definir 4 tipos diferentes de DST, de acordo com critérios diversos; essas transformadas são denotadas DST1, DST2, DST3 e DST4 ou DST-I, DST-II, DST-III e DST-IV
Transformadas discretas, ao contrário das transformadas contínuas, aplicam-se não a funções contínuas mas a amostras obtidas destas. A partir de uma função contínua f(t) obtém-se uma sequência de n valores f(k), sendo k um número inteiro de 0 a n-1; a transformada discreta de seno da sequência f(k) é uma outra sequência, que chamaremos S(k), dada pelas expressões de definição. A sequência original pode ser recuperada a partir da sequência S(k) por meio das expressões de definição da transformação inversa. A amostragem deve ser executada sobre um intervalo de comprimento τ, suficiente para que todas as componentes significativas de f(t) estejam representadas devidamente em f(k) (ver Taxa de amostragem); assume-se que o intervalo Δt entre as amostragens é fixo.
A recuperação da sequência original pela aplicação da transformada inversa assume que a função f(t) é nula para t < 0 e também que ela é uma função "ímpar", no sentido de termos f(k) = - f(n-k) no intervalo considerado.
A DST possui as propriedade notáveis de:
- ser mais simples que a transformada discreta de Fourier e possuir propriedades similares, e assim se prestar melhor à solução de  problemas de equações diferenciais com condições de contorno tais que a impliquem na presença de somente funções ímpares na resposta[3]
- se aproximar assintoticamente da transformada de Karhunen-Loève, que é, do ponto de vista teórico, ótima sob vários aspectos importantes para o processamento digital de sinais, apresentando sobre esta a vantagem apreciável de ser independente da função de entrada.[4][nota 3]

## Definições
Se chamarmos fk e Sk ao k-ésimo coeficiente de f(k) e S(k), respectivamente, podemos definir a transformada discreta de seno de tipo 1 (DST1) por meio da expressão seguinte:
{\displaystyle S_{k}\;=\;{\sqrt {\frac {2}{n}}}\cdot \sum _{j\;=1}^{n-1}f_{j}\cdot \sin \left({\frac {jk\pi }{n}}\right)\;\;\;\;\;(1a)}
Vemos que a sequência S(k) terá apenas n-1 valores, porque os coeficientes extremos devem ser nulos: tanto k quanto j situam-se no intervalo [1,n-1], e não no intervalo [0,n-1], como é usual na definição de transformadas discretas. A transformada inversa é dada por
{\displaystyle f_{k}\;=\;{\sqrt {\frac {2}{n}}}\cdot \sum _{j\;=1}^{n-1}S_{j}\cdot \sin \left({\frac {jk\pi }{n}}\right)\;\;\;\;\;(2a)}
também com k e j no intervalo [1,n-1]. Note-se a simetria entre a transformação direta e a inversa, e a similaridade com as transformações contínuas correspondentes.
Alternativamente, pode-se definir a DST1 como a matriz que, multiplicada por f(k), resulta em S(k); em notação matricial, S = Ds · f. Se denotarmos os coeficientes da matriz Ds por sjk, podemos escrever
{\displaystyle s_{jk}\;=\;{\sqrt {\frac {2}{n}}}\cdot \sin \left({\frac {jk\pi }{n}}\right)\qquad |\;k,j\in [1,n-1]\qquad (3a)}
Como a transformada de seno é simétrica, a mesma matriz serve para a obtenção da inversa. Assim, podemos escrever f = Ds · S.
A título de exemplo, eis a matriz S para n = 4:
{\displaystyle \mathbf {S} \;=\;\left({\begin{matrix}{\frac {1}{2}}&{\sqrt {2}}&{\frac {1}{2}}\\{\sqrt {2}}&0&-{\sqrt {2}}\\{\frac {1}{2}}&-{\sqrt {2}}&{\frac {1}{2}}\end{matrix}}\right)}

## Propriedades

### Ortonormalidade
A matriz da DST1 (Ds) é unitária e composta de vetores coluna ortogonais. Essas duas propriedades implicam que esses vetores formam uma base ortonormal. Isso é expresso matematicamente por meio do produto interno:
{\displaystyle \langle \mathbf {d} _{i},\mathbf {d} _{j}\rangle \;=\;\mathbf {d} _{i}\cdot \mathbf {d} _{j}^{T}\;=\;\delta _{ij}\qquad (4a)}
onde dk é um vetor coluna qualquer de Ds, e δ é o delta de Kronecker.

### Escalamento no domínio do tempo[nota 6]
Seja f(k) a sequência de valores amostrados a partir de f(t), e g(k) a sequência de valores amostrados a partir de g(t), segundo critérios idênticos (em particular, o número de amostras n e o intervalo Δt entre as mesmas). Seja g(t) = f(at). Como a transformação não trabalha diretamente com o tempo, e sim sobre sequências de valores amostrados, uma mudança na escala de tempo não altera a transformada. Podemos escrever
{\displaystyle {\mathcal {DST}}\{f(k)\}\;=\;{\mathcal {DST}}\{g(k)\}\qquad (4b)}
Nisso a versão discreta da transformada de seno difere da versão contínua.

### Deslocamento no tempo
Seja f(k) a sequência de valores amostrados a partir de f(t), e g(k) a sequência de valores amostrados a partir de g(t), segundo critérios idênticos (em particular, o número de amostras n e o intervalo Δt entre as mesmas), e seja g(t) = f(t + Δt). Nesse caso, é óbvio que gk = fk+1 para 0 ≤ k < n. Demonstra-se que:
{\displaystyle G_{k}\;=\;\cos \left({\frac {k\pi }{n}}\right)\cdot s_{k}\;-\;\sin \left({\frac {k\pi }{n}}\right)\cdot c_{k}\;+\ {\sqrt {\frac {2}{n}}}\;\sin \left({\frac {k\pi }{n}}\right)\cdot \left[{\frac {f_{0}}{\sqrt {2}}}\;-\;\left(1\;-\;{\frac {1}{\sqrt {2}}}\right)\cdot (-1)^{k}\cdot f_{n-1}\right]\qquad (4c)}
onde Gk é o k-ésimo coeficiente da transformada discreta de seno de g(k), sk é o k-ésimo coeficiente da transformada discreta de seno de f(k), ck é o k-ésimo coeficiente da transformada discreta de cosseno de f(k) e fk é o k-ésimo coeficiente de f(k).

### Diferenciação
Num domínio discreto, o operador de diferença Δ tem papel análogo ao do operador diferencial em um domínio contínuo. Seja f(k) a sequência de valores amostrados a partir de f(t), e g(k) a sequência de valores amostrados a partir de g(t), segundo critérios idênticos (em particular, o número de amostras n e o intervalo Δt entre as mesmas), e seja g(t) = f(t + Δt). A derivada de f(t) pode ser aproximada por uma função h(t) tal que
{\displaystyle h(t)\;=\;{\frac {g(t)\;-\;f(t)}{\Delta t}}\;\approx \;f'(t)}
Nesse caso, a aplicação do operador de diferença a f(k) resulta numa nova sequência h(k); podemos escrever Δf(k) = h(k). Os coeficientes de h(k) serão tais que hk = gk - fk = fk+1 - fk, para 0 ≤ k < n. A DST1 de h(k) será dada por
{\displaystyle {\mathcal {DST}}\{h(k)\}\;=\;{\mathcal {DST}}\{g(k)\}\;-\;{\mathcal {DST}}\{f(k)\}\qquad (4c)}
devido à propriedade básica de linearidade da transformação. É óbvio que h(k) está relacionada a h(t); os coeficientes de h(k) são os valores amostrados de h(t) multiplicados pela constante Δt. Como h(t) aproxima f'(t), podemos escrever
{\displaystyle {\mathcal {DST}}\{h(k)\}\;=\;{\frac {1}{\Delta t}}\cdot {\mathcal {DST}}\{f'(k)\}}
onde f'(k) é a sequência de valores amostrados de f'(t). Comparando-se a expressão (4c) com as expressões para a transformada de seno de f'(t), a derivada de f(t), percebe-se que neste caso a versão discreta se comporta de forma bastante diferente da versão contínua.
Da mesma forma, o comportamento da DST1 com relação à integração no domínio do tempo, à integração no domínio da frequência e à convolução não são similares ao da transformada contínua de seno. Essa é uma das grandes desvantagens da versão discreta.

## Outras versões da DST

### Interpretação
A DST1 pode ser pensada simplesmente como a discretização da transformada de seno. No entanto, a DST pode ser considerada de forma mais  geral, a partir do problema físico do oscilador harmônico não amortecido, quando resolvido pelo método das diferenças finitas. A equação diferencial linear de segunda ordem
{\displaystyle {\frac {d^{2}}{dt^{2}}}\;x(t)\;+\;\lambda x(t)\;=\;0}
onde x(t) descreve a posição da massa oscilante em um instante t qualquer, se transforma então na equação de diferença
{\displaystyle -x(k\;-\;1)\;+\;2x(k)\;-\;\lambda x(k)}
onde k é o tempo discreto. A solução da equação diferencial acima é uma combinação de funções senoidais; essas funções são as chamadas autofunções do problema. As autofunções da equação de diferença acima também são senoidais, com a diferença que neste caso são senóides discretizadas. Dois tipos de condição de contorno são especialmente relevantes:
- a condição de contorno de Neumann, {\displaystyle {\frac {d}{dt}}\;x(t_{a})\;=\;0} no caso contínuo, e {\displaystyle x(k_{a}\;+\;1)\;=\;x(k_{a}\;-\;1)} no caso discreto
- a condição de contorno de Dirichlet, {\displaystyle x(t_{b})\;=\;0} no caso contínuo, e {\displaystyle x(k_{b})\;=\;0} no caso discreto

Em geral, essas condições são aplicadas ao ponto inicial (x=0) ou ao ponto final do oscilador (x=L). Quando, no caso discreto, tais pontos coincidem com a grade que discretiza o problema, as autofunções coincidem com a DST1 e a DCT1, que correspondem exatamente às transformadas contínuas de seno e de cosseno; quando, ao contrário, os pontos extremos não estão posicionados sobre a grade, e sim a meio caminho entre duas linhas sucessivas da mesma, as autofunções do problema devem ser expressas a partir das outras versões discretas: DST2, DST3 etc.

### Definições
As diversas versões da DST, assim, podem ser obtidas:
- aplicando-se a condição de contorno de Dirichlet no ponto inicial (x = 0)[nota 10]
- considerando que este ponto está sobre a grade ou que está a meio caminho entre duas linhas sucessivas da grade
- e aplicando-se a condição de contorno de Dirichlet ou a condição de contorno de Neumann no ponto final (x = L)
- considerando que este ponto está sobre a grade ou que está a meio caminho entre duas linhas sucessivas da grade

o que dá um total de 8 possibilidades, que estão listadas na tabela abaixo. Apenas as 4 primeiras são geralmente consideradas na literatura (as chamadas versões "pares" da DST); as demais (as versões "ímpares") aparecem a título de completude. A definição de cada versão aparece como o coeficiente da matriz que define a transformação, nos moldes da equação (3a) que define a DST1.
| Posição do ponto inicial | Condição aplicada ao ponto final | Posição do ponto final | Versão da transformação | Definição |
| --- | -------------------------------- | ---------------------- | ----------------------- | --- |
| sobre a grade | Dirichlet                        | sobre a grade          | DST1                    | {\displaystyle {\sqrt {\frac {2}{n}}}\cdot \sin \left({\frac {jk\pi }{n}}\right)\qquad \|\;k,j\in [1,n-1]} |
| fora da grade | Dirichlet                        | fora da grade          | DST2                    | {\displaystyle {\sqrt {\frac {2}{n}}}\cdot \epsilon _{k}\cdot \sin \left({\frac {\left(j\;+\;{\frac {1}{2}}\right)(k\;+\;1)\pi }{n}}\right)\qquad \|\;k,j\in [0,n-1]}                                                           |
| sobre a grade | Neumann                          | sobre a grade          | DST3                    | {\displaystyle {\sqrt {\frac {2}{n}}}\cdot \epsilon _{j}\cdot \sin \left({\frac {(j\;+\;1)\left(k\;+\;{\frac {1}{2}}\right)\pi }{n}}\right)\qquad \|\;k,j\in [0,n-1]}                                                           |
| fora da grade | Neumann                          | fora da grade          | DST4                    | {\displaystyle {\sqrt {\frac {2}{n}}}\cdot \sin \left({\frac {\left(j\;+\;{\frac {1}{2}}\right)\left(k\;+\;{\frac {1}{2}}\right)\pi }{n}}\right)\qquad \|\;k,j\in [0,n-1]}                                                      |
| sobre a grade | Dirichlet                        | fora da grade          | DST5                    | {\displaystyle {\sqrt {\frac {4}{2n\;-\;1}}}\cdot \sin \left({\frac {2jk\pi }{2n\;-\;1}}\right)\qquad \|\;k,j\in [1,n-1]} |
| sobre a grade | Dirichlet                        | fora da grade          | DST6                    | {\displaystyle {\sqrt {\frac {4}{2n\;-\;1}}}\cdot \sin \left({\frac {2\left(j\;+\;{\frac {1}{2}}\right)(k\;+\;1)\pi }{2n\;-\;1}}\right)\qquad \|\;k,j\in [0,n-2]}                                                               |
| sobre a grade | Neumann                          | fora da grade          | DST7                    | {\displaystyle {\sqrt {\frac {4}{2n\;-\;1}}}\cdot \sin \left({\frac {2(j\;+\;1)\left(k\;+\;{\frac {1}{2}}\right)\pi }{2n\;-\;1}}\right)\qquad \|\;k,j\in [0,n-2]}                                                               |
| fora da grade | Neumann                          | sobre a grade          | DST8                    | {\displaystyle {\sqrt {\frac {4}{2n\;-\;1}}}\cdot \epsilon _{j}\cdot \epsilon _{k}\cdot \sin \left({\frac {2\left(j\;+\;{\frac {1}{2}}\right)\left(k\;+\;{\frac {1}{2}}\right)\pi }{2n\;-\;1}}\right)\qquad \|\;k,j\in [0,n-1]} |
| onde: - sjk é o coeficiente da matriz S que define a transformação: O = S · f - {\displaystyle \epsilon _{i}\;=\;\left\{{\begin{matrix}{\frac {1}{\sqrt {2}}}&:&i\;=\;n\;-\;1\\1&:&i\;\neq \;n\;-\;1\end{matrix}}\right.} - "fora da grade" significa "a meio caminho entre duas linhas sucessivas da grade" |                                  |                        |                         | |

### Propriedades
As diversas versões da DST são lineares mas, apesar de serem todas unitárias, nem todas são suas próprias inversas. Se denotarmos por Dn a matriz de transformação da DSTn, podemos escrever:
{\displaystyle \mathbf {D_{1}} \;=\;\mathbf {D_{1}} ^{-1}\qquad \qquad \mathbf {D_{4}} \;=\;\mathbf {D_{4}} ^{-1}}
{\displaystyle \mathbf {D_{2}} \;=\;\mathbf {D_{3}} ^{-1}\qquad \qquad \mathbf {D_{3}} \;=\;\mathbf {D_{2}} ^{-1}}
Com relação ao escalamento no domínio do tempo e à diferenciação, todas elas se comportam da forma apresentada acima para a DST1. Com relação a um deslocamento no tempo, entretanto, elas diferem bastante uma da outra.

## Desempenho da transformação

### Métricas estatísticas
O desempenho da DST, em todas as suas versões, pode ser medido por meio de uma comparação com o da transformada de Karnuhen-Loève, que reconhecidamente possui o melhor teoricamente possível. A matriz Ds da DST é unitária e simétrica, como a matriz V da KLT, mas não produz uma diagonalização perfeita da matriz de autocorrelação A. A matriz A obtida a partir de Ds não será perfeitamente diagonal, aparecendo coeficientes não nulos proximo à diagonal principal; a presença desses coeficientes indica que os vetores coluna de A não são completamente independentes; a eliminação de um conjunto de autovetores na representação, com objetivos de simplificação e economia, conduzirá a um erro médio quadrático não-mínimo. Em compensação, demonstra-se que, para grandes valores de n e do coeficiente de correlação, o desempenho da DST se aproxima assintoticamente do da KLT. Como o cálculo da DST é muito mais simples e estão disponíveis algoritmos rápidos para seu cálculo, ela acaba sendo mais utilizada na prática que a KLT.

### Custo de processamento
O custo de processamento da DST, em todas as suas versões, é bastante favorável, quando comparado com as concorrentes, como a KLT e a DFT, esta última normalmente calculada através do algoritmo da Transformada rápida de Fourier (FFT). Isso porque, em contraste com a KLT, o núcleo é fixo e podem ser desenvolvidos algoritmos rápidos para o cálculo dos coeficientes; em contraste com a FFT, a DST exige o cálculo de um número menor de coeficientes e o cálculo não envolve números complexos. Estão disponíveis algoritmos rápidos de diversos tipos, inclusive alguns baseados na própria FFT. A complexidade computacional dos melhores algoritmos é da ordem O{2·n·log2(n)}: (n/2)·log2(n) multiplicações mais n·log2(n) adições. Uma vantagem adicional da maioria dos algoritmos é a sua estabilidade numérica, isto é, o resultado é relativamente pouco afetado por erros de arredondamento e outros relacionados.
Modernamente vêm sendo estudados algoritmos que empregam apenas números inteiros, com o objetivo de diminuir o custo computacional das transformadas discretas. Isso é possível porque, na maioria das aplicações práticas, a sequência de entrada é composta por valores inteiros, não por valores reais. Trabalhar apenas com números inteiros diminui também o uso de memória e evita erros de arredondamento e similares. A transformada discreta inteira de seno é obtida a partir de um desses algoritmos.

### Distorções
O processamento digital, especialmente quando alguma compressão de dados está envolvida, pode produzir artefatos perceptíveis. Uma das causas principais na introdução de artefatos é o fato de o processamento frequentemente se efetuar em blocos independentes. A DSTtambém está sujeita a esse problema, que afeta inclusive a KLT, que é uma transformada otimizada apenas com relação às métricas estatísticas (erro médio quadrático, concentração de energia e variãncia etc.). Transformadas especiais, conhecidas como transformadas superpostas (ing. lapped transforms) foram desenvolvidas para minorar esses inconvenientes; a transformada discreta local de seno é uma delas.